# Centruroides baergi
Espèce
Synonymes
- Centruroides nigrovariatus baergi Hoffmann 1932

Centruroides baergi est une espèce de scorpions de la famille des Buthidae.

## Distribution
Cette espèce est endémique du Mexique. Elle se rencontre dans le Nord de l'Oaxaca et dans le Sud du Puebla.

## Systématique et taxinomie
Cette espèce a été décrite sous le protonyme Centruroides nigrovariatus baergi par Hoffmann en 1932.Elle est élevée au rang d'espèce par Armas et Martín-Frías en 1999.

## Étymologie
Cette espèce est nommée en l'honneur de William J. Baerg.

## Publication originale
- Hoffmann, 1932 : « Monografias para la Entomologia Medica de Mexico. Monografia num. 2. Los Scorpiones de Mexico. Segunda parte: Buthidae. » Anales del instituto de Biología de la Universidad Nacional de México, vol. 3, no 3, p. 243-361.